# Tramlijn T1 (Gent)
Tramlijn T1 (kleur geel), is sinds 6 januari 2024 een tramlijn in de Belgische stad Gent, toen ze nieuw samengesteld werd uit trajectdelen van haar voorganger tramlijn 1 (rood) en andere tramlijnen. Ze loopt van Flanders Expo, via het Sint-Pietersstation, de Zuid en Ledeberg tot aan de stelplaats Gentbrugge. Door werken rijdt deze tramlijn gedurende vijf jaar niet via het gekende traject Kortrijksepoortstraat - Veldstraat van haar voorganger, lijn 1, maar wel via de Rozemarijnbrug en de Kouter. Na de werken in 2029 wordt de eindhalte in Gentbrugge vervangen door Gent Muidebrug, via Kortrijksepoortstraat, Korenmarkt, Gravensteen en Sleepstraat.

## Geschiedenis

### Tramlijn 1
Een deel van het oorspronkelijke traject van lijn 1, Gasmeterlaan – Gent-Zuid, was voor 1899 al in gebruik als paardentram. Vanaf 26 april 1899 werden op die lijn elektrische accumulatoren gebruikt. In 1904 voert men de accumulatoren af en plaatst men op alle lijnen luchtkabels.

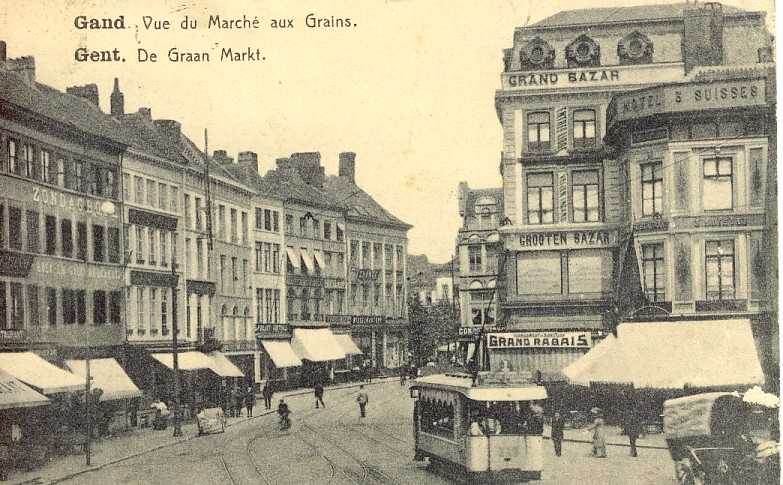
Zomertram 1 op de Korenmarkt vlak voor de Eerste Wereldoorlog

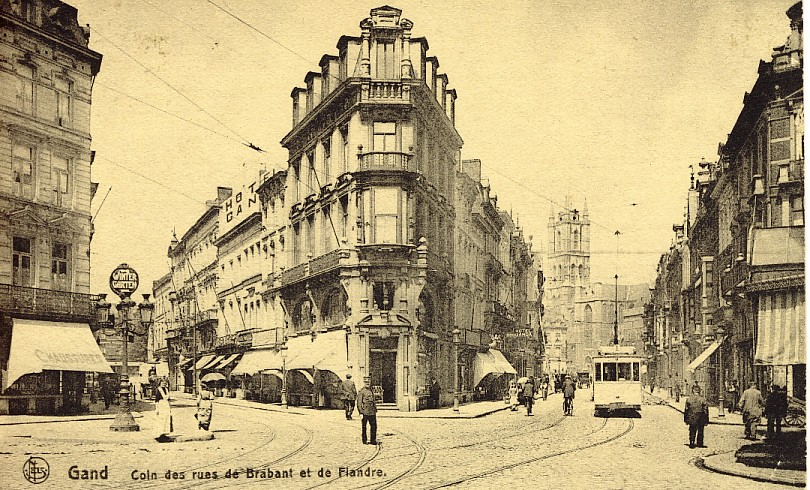
Tram 1 in de Vlaanderenstraat voor de Eerste Wereldoorlog

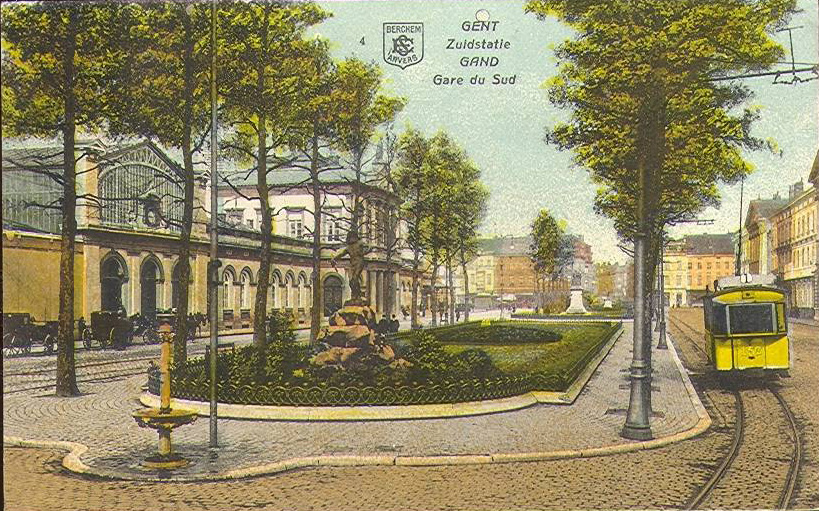
Tram 1 aan het Zuidstation tussen 1907 en 1919

Vanaf 22 januari 1906 duidde men de lijn aan met het cijfer 1 op een blauw bord met vermelding van het traject in beide landstalen. Op dat moment bestond lijn 1 uit de verbinding van het Arsenaal te Gentbrugge en de Gasmeterlaan. Het traject verliep als volgt : Arsenaal - Brusselsesteenweg - Hoveniersstraat - Ledebergplein - Sint-Lievenspoort - Hubert Frère-Orbanlaan - Zuidstation - Vlaanderenstraat - Limburgstraat - Sint-Baafs - Emile Braunplein - Korenmarkt - Groentenmarkt - Sint-Veerleplein - Burgstraat - Rabotstraat - Gebroeders De Smetstraat - Gasmeterlaan.
Vanaf 10 juli 1926 reed de tram tot het Van Beverenplein (toen nog via de Palinghuizen en de Francisco Ferrerlaan). Na de Tweede Wereldoorlog keerden sommige trams reeds terug aan het begin van de Ferrerlaan. Deze eindhalte kreeg de naam Medo, naar een begrafenisondernemer op de hoek van de Palinghuizen met de Ferrerlaan. 
Op 5 september 1931 werd het traject gewijzigd van aan de Eggermontstraat tot de Jozef Vervaenestraat, met een terminus een honderdtal meter van het ringspoor rond Gent. De terminus kreeg de benaming Moscou.
Op 20 januari 1972 werd een keerspoor rond het Van Beverenplein in gebruik genomen. Het keerspoor werd reeds op 4 augustus 1981 weer afgebroken, toen de werken voor de verlenging naar Wondelgem via de Poperingestraat werden aangevat.
Op 3 september 1976 mocht de tram de De Smetbrug niet meer overrijden wegens instortingsgevaar. Een pendelbus bracht de reizigers naar het Van Beverenplein. Op 23 maart 1978 werd de nieuwe De Smetbrug opengesteld voor verkeer.
Op 31 augustus 1982 werd de eerste verlenging, tussen het Van Beverenplein en de Botestraat, plechtig geopend door de minister van Verkeer, Herman De Croo. Op 30 oktober 1982 werd de lijn verlengd tot de Liefkensbrug. Op 25 februari 1984 reed de tram voor het eerst tot de Industrieweg in Wondelgem. De totale verlenging bedroeg tot dan toe 3250 m.
Vanaf 2 juli 1984 werd het traject van lijn 1 gewijzigd door een trajectwissel met lijn 4. De lijn verbond nu Wondelgem met het Sint-Pietersstation (met een wijziging vanaf de Korenmarkt). Lijn 11 (Sint-Pietersstation - Van Beverenplein) en Lijn 12 (Sint-Pietersstation - Korenmarkt) werden mede ingevoerd.
Het oorspronkelijke traject langs de Palinghuizen via de Ferrerlaan werd vanaf 1 september 1984 verkort langs het Guislaingesticht.
Door de aanleg van een doorgang door de spoorwegberm Gent-Eeklo kon de lijn verlengd worden tot Evergem-Brielken. Het nieuwe tracé kwam op 25 maart 1989 in gebruik. Lijn 10 (Sint-Pietersstation - Wondelgem-Industrieweg) werd mede ingevoerd. De halte Industrieweg werd verplaatst richting Gent voor de aansluiting met het nieuwe tracé en het oorspronkelijk eindpunt werden keersporen voor tussendiensten.

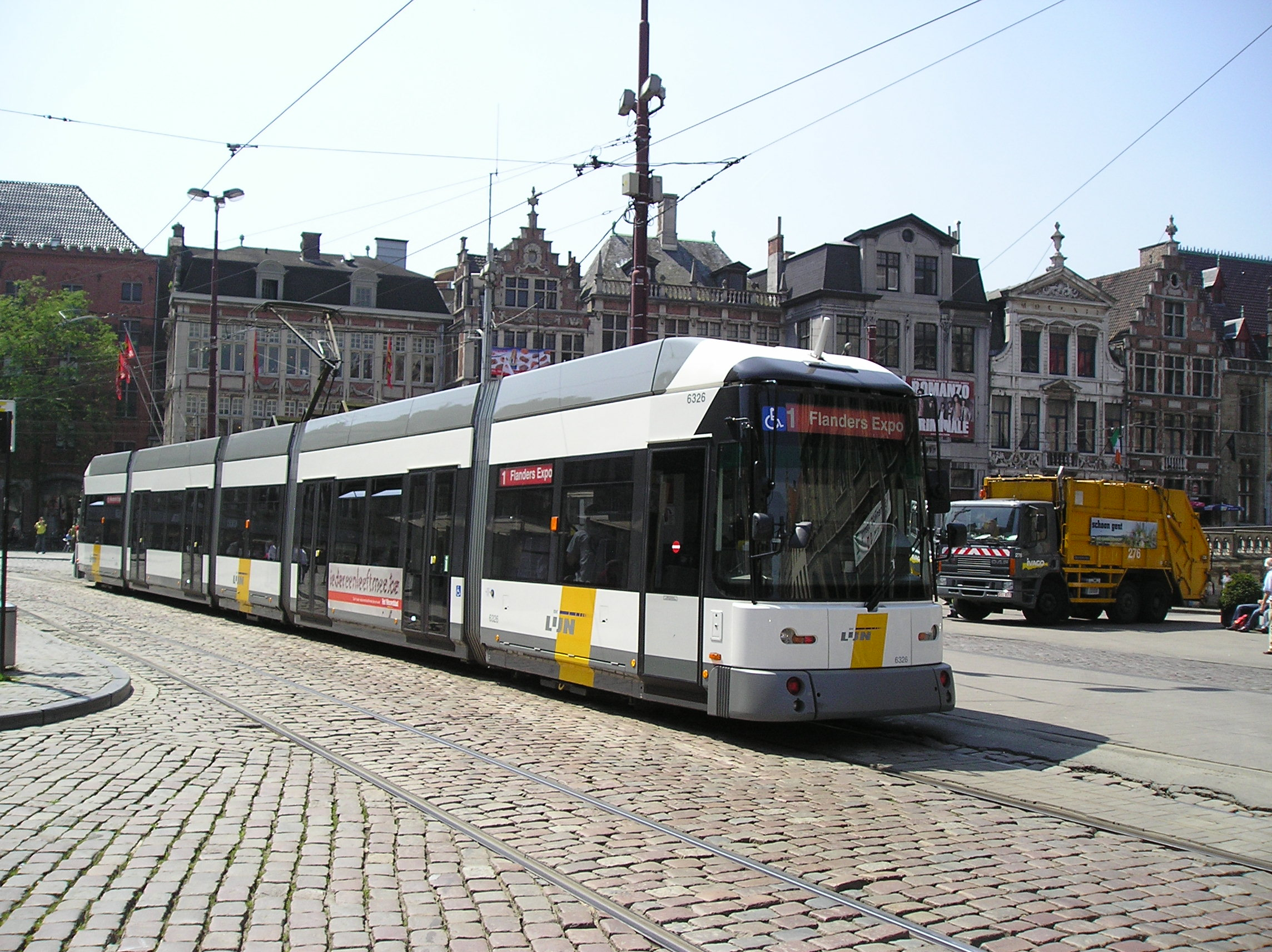
HermeLijn-tram als lijn 1 op de Korenmarkt

Op 19 augustus 2004 werd de nummering vereenvoudigd: 1, 10, 11 en 12 werden herleid tot 1. De bestemming werd alleen nog aangegeven door de plaatsnaam.
Op 7 mei 2002 werd gestart met de werken voor de verlenging van de lijn vanaf het Sint-Pietersstation met iets meer dan twee kilometer. Op 1 september 2004 werd een eerste deel van de verlenging in gebruik genomen, tot aan het bedrijvencentrum Maaltecenter. Op 15 april 2005 werd de tweede verlenging tot aan Flanders Expo in gebruik genomen.
Door de verlenging, die er kwam na jarenlange druk, zijn nu ook de Gentse scholencampus, het Algemeen Ziekenhuis Maria Middelares, het bedrijvencentrum Maaltecenter en de hele site rondom Flanders Expo met de tram bereikbaar.
Tot 2015 werd de lijn verzorgd met HermeLijntrams, vanaf 11 mei 2015 kwamen daar 10 43 m lange Albatrostrams bij, trams van het type Flexity 2 van Bombardier Transportation. Op tramlijn 1 werden de allereerste Albatrostrams van De Lijn ingezet, wat nodig was om de capaciteit te verhogen op deze drukke lijn.

### Toestand voor de nethervorming van 2024
Voor de hervorming van het Gentse tramnet in 2024 was tramlijn 1 de belangrijkste tramlijn van Gent en zelfs de meest gebruikte tramlijn in Vlaanderen. Ze liep van Flanders Expo tot in Evergem, en vormde aldus de verbindingsas tussen het zuiden en het noorden van de stad. De tramlijn kwam onder meer voorbij het Sint-Pietersstation, de Korenmarkt en het Gravensteen, het Rabot en de deelgemeente Wondelgem.

## Trivia bij lijn 1 (tot en met 2023)
- Een van de 85 Gentse trams van de Vlaamse Vervoermaatschappij "De Lijn" bracht een reiziger van begin- naar eindpunt van tramlijn 1 in een tijd van gemiddeld 47 minuten, over een totaal traject van 12,9 kilometer.
- Tramlijn 1 beschikte wat de eindpunten betreft over 1 keerlus, aan het eindpunt Flanders Expo. De twee andere eindpunten waren uitgevoerd als kopspoor. Verder kende de lijn ook een groot aantal kortere variaties, waarbij de tram kopmaakte ergens langs de lijn, en langs een overloopwissel naar het spoor in de andere richting reed.